# فيرا ماكسويل
فيرا ماكسويل (بالإنجليزية: Vera Maxwell) هي مصممة وراقصة باليه أمريكية، ولدت في 22 أبريل 1901، وتوفيت في 15 يناير 1995.